# 안사고
안사고(顔師古, 581년 ~ 645년)는 중국 당나라 초기의 학자이다. 이름은 주(籀)이며, 사고는 그의 자이다. 옹주(경조군) 만년현 출신으로, 본관은 낭야군 임기현이었다. 안지추의 손자이다.
당 태종의 명에 따라 비서성에서 오경의 자구를 바로잡고 정본을 만드는 작업을 하였으며, 정관 7년(633년)에는 비서소감에 임명되어 전적의 간행과 교정을 전문적으로 맡았다. 정관 11년(637년)에는 《대당의례》를 편찬하고, 당시 태자이던 이승건의 명에 의해 반고가 지은 《한서》의 주석을 달았다.

## 참고 문헌
- 《구당서》 권73, 안사고전